# Brandon Williams (basket-ball, 1999)
Pour les articles homonymes, voir Brandon Williams et Williams.
Brandon Williams, né le 22 novembre 1999 à Los Angeles en Californie, est un joueur américain de basket-ball évoluant au poste de meneur et mesurant 1,85 m.

## Biographie

### Université
Il évolue une saison sous le maillot des Wildcats de l'Arizona.

### NBA
Fin février 2022, il signe un contrat two-way en faveur des Trail Blazers de Portland.
En décembre 2023, il signe un contrat two-way avec les Mavericks de Dallas qui est renouvelé en juillet 2024. En avril 2025, son contrat two-way est converti en un contrat standard.

## Statistiques

### Universitaires
Les statistiques de Brandon Williams en matchs universitaires sont les suivantes :
| Saison    | Équipe   | Matchs | Titul. | Min./m | % Tir | % 3pts | % LF | Rbds/m. | Pass/m. | Int/m. | Ctr/m. | Pts/m. |
| --------- | -------- | ------ | ------ | ------ | ----- | ------ | ---- | ------- | ------- | ------ | ------ | ------ |
| 2018-2019 | Arizona  | 26     | 21     | 28,2   | 37,7  | 31,6   | 81,9 | 2,80    | 3,40    | 0,80   | 0,20   | 11,40  |
| Carrière  | Carrière | 26     | 21     | 28,2   | 37,7  | 31,6   | 81,9 | 2,80    | 3,40    | 0,80   | 0,20   | 11,40  |

### Professionnelles

#### Saison régulière
| Saison    | Équipe   | Matchs | Titul. | Min./m | % Tir | % 3pts | % LF | Rbds/m. | Pass/m. | Int/m. | Ctr/m. | Pts/m. |
| --------- | -------- | ------ | ------ | ------ | ----- | ------ | ---- | ------- | ------- | ------ | ------ | ------ |
| 2021-2022 | Portland | 24     | 16     | 26,7   | 37,2  | 29,2   | 70,1 | 3,10    | 3,90    | 1,00   | 0,40   | 12,90  |
| Carrière  | Carrière | 24     | 16     | 26,7   | 37,2  | 29,2   | 70,1 | 3,10    | 3,90    | 1,00   | 0,40   | 12,90  |